# Просекко (вино)

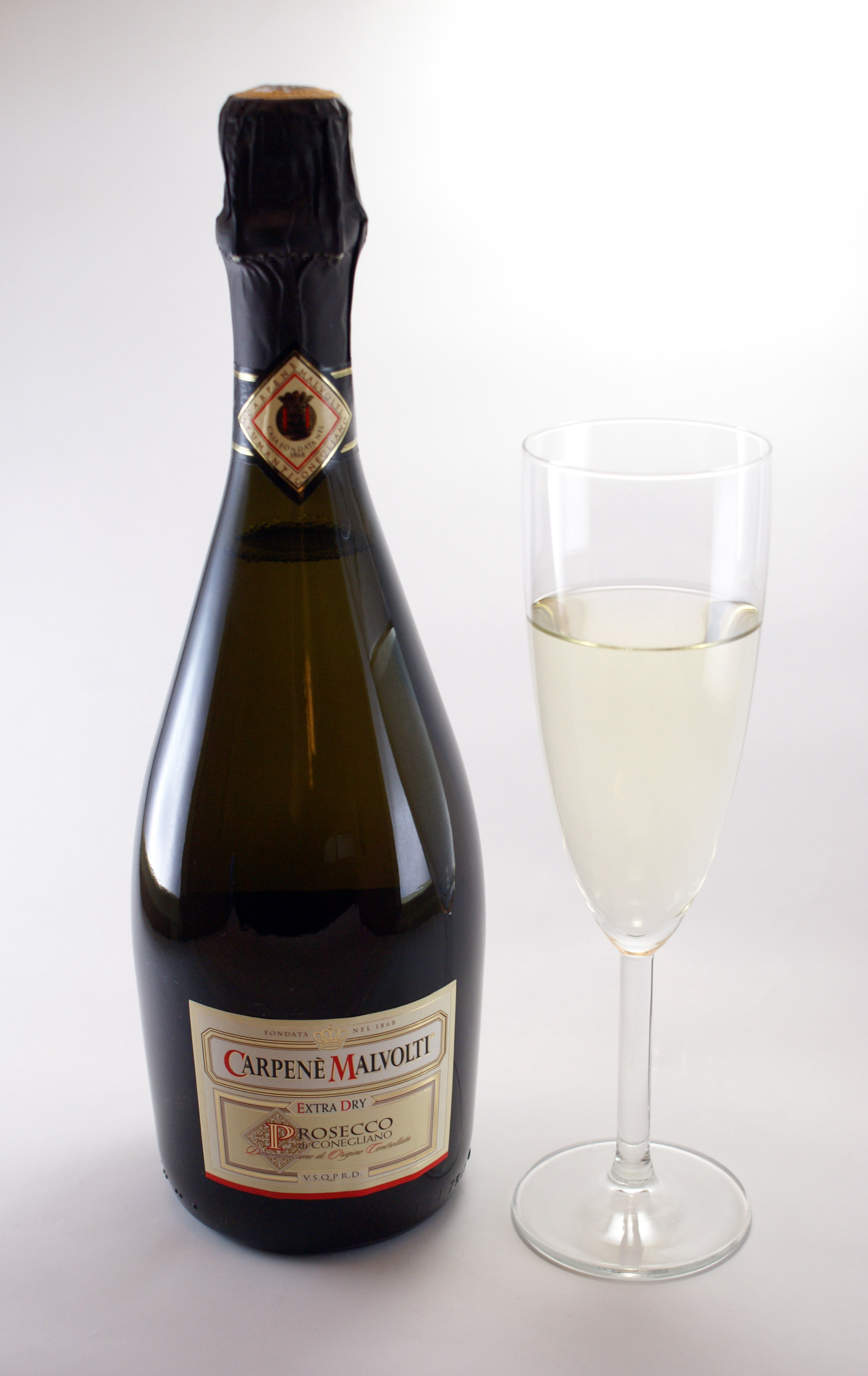
Бутылка сухого Prosecco di Conegliano spumante и стакан Просекко Фриззанте, в котором прекращается образование газа вскоре после разливания

Просе́кко (итал. Prosecco, вен. Proseco, словен. Prosec) — итальянское вино, сухое, игристое. Изготавливается из винограда сорта Глера (до 2009 года Просекко использовалось как синоним наименования сорта; согласно регламенту ЕС №1166/2009 сорт носит название Глера, а наименование «Просекко» может использоваться только в качестве названия вина), иногда с добавлением сортов Вердизо, Перера и Бьянкетта. Производится в 9 провинциях Италии в областях Фриули-Венеция-Джулия и Венеция.
Просекко известно как основной ингредиент коктейля Беллини и является недорогим заменителем шампанского.

## История
Название происходит от одноимённого названия деревни на востоке Италии (ит.), которое, в свою очередь, происходит от слова «про́сека» славянского происхождения (словен. proseka).

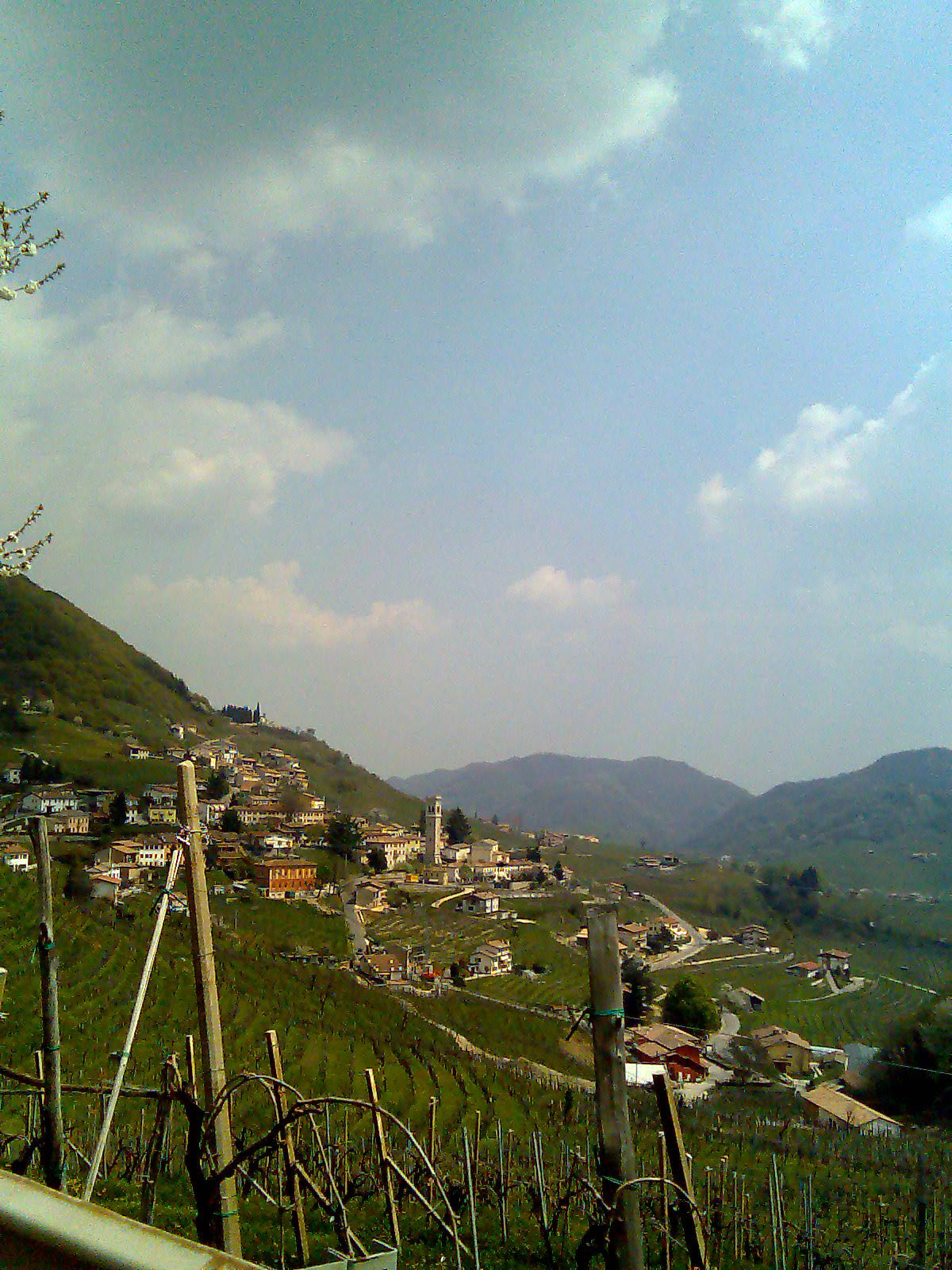
Виноградники Вальдоббьадене

До 1960-х годов игристое вино просекко было сладким и едва отличимым от вина Asti Spumante, производящегося в Пьемонте. С тех пор технология производства была усовершенствована, и в настоящее время просекко — это высококачественные сухие вина. Согласно сообщениям «The New York Times» 2008 года, популярность просекко вне Италии резко возросла. При этом существенное увеличение объёма продаж связано, в частности, с его сравнительно невысокой ценой.
С 2009 года производство просекко разделено на две категории: DOC и DOCG.

## Производство
В отличие от своего основного конкурента — шампанского — Просекко производится методом Шарма, в котором вторичная ферментация происходит в резервуарах из нержавеющей стали, что делает производство вина менее дорогим.
Каждый год производится приблизительно 150 миллионов бутылок итальянского Просекко. В 2008 году 60 % всего Просекко было произведено в регионах Конельяно и Вальдоббьядене. Объём производства здесь составил 370 млн евро в 2007 году. Начиная с 2000 года виноград Глера также выращивается в таких странах, как Бразилия, Румыния, Аргентина и Австралия.

## Разновидности
Просекко производится, в основном, как игристое вино — газированное (спуманте (итал. spumante) с давлением в бутылке более 3 атм и слабо газированное (Фриззанте (итал. frizzante), Джентиле (итал. gentile)) с давлением в бутылке менее 3 атм. Просекко спуманте, подвергающееся полной вторичной ферментации, является более дорогим и может содержать немного винограда сортов Пино-блан или Пино-гри. По уровню сладости Просекко подразделяется на
- Брют-кюве (спирт — 9—13 % об., сахар — 0 г/л);
- Экстрабрют (спирт — 9—13 % об., сахар — 3—6 г/л);
- Брют (спирт — 9—13 % об., сахар — до 15 г/л).

Из винограда сорта Глера также производится неигристое вино (итал. calmo или tranquillo). Его количество составляет всего около 5 % и оно редко экспортируется.
Вина из традиционного региона производства Конельяно-Вальдоббьядене помечаются как «Prosecco di Conegliano-Valdobbiadene», «Prosecco di Conegliano» или «Prosecco di Valdobbiadene». Просекко с другими пометками, такими как «IGT-Veneto», обычно дешевле, но его качество сильно варьируется.

### Картицце Просекко
Холм Картицце — это виноградник высотой в 300 метров с 107 га виноградников, принадлежащих 140 виноделам. По местной легенде, виноград Картицце традиционно собирался в последнюю очередь, так как виноградники расположены на крутых труднодоступных склонах. И виноделы обнаружили, что более долгий период созревания улучшает вкус. Считается, что Просекко, изготовленное из этого винограда, очень высокого качества, иногда для описания этого Просекко употребляют термин «Grand сru». Гектар виноградников Картицце оценивается, по меньшей мере, в 1 млн долларов.

## Употребление

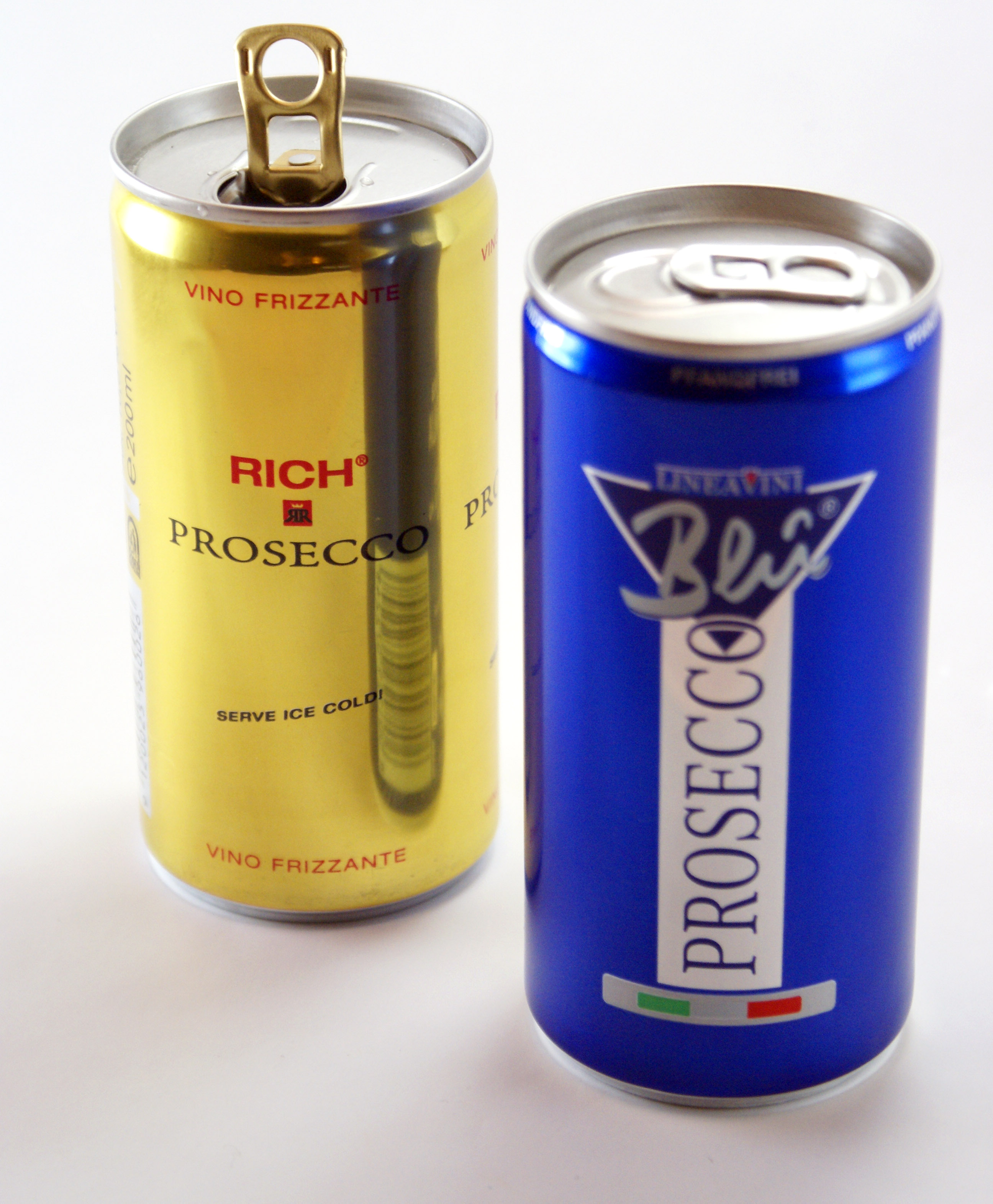
Дешёвое Просекко Фриззанте продаётся также и в банках

В Италии Просекко считается вином на любой случай. Вне Италии его часто употребляют в качестве аперитива, как шампанское. Как и другие игристые вина, Просекко подаётся охлаждённым. В отличие от шампанского, в бутылке с просекко процесс ферментации не идёт, и со временем оно стареет. Поэтому Просекко нужно употреблять молодым, желательно не старше двух лет.
По сравнению с другими игристыми винами, Просекко содержит мало алкоголя, всего от 11 до 12 процентов. Это является типичным для итальянских белых игристых вин. Букет Просекко описывают как очень ароматный и свежий, вызывающий ассоциации с жёлтым яблоком, грушей, белым персиком и абрикосом. В отличие от шампанского, которое ценят за его насыщенный вкус и сложные вторичные ароматы, большинство Просекко имеет интенсивные первичные ароматы и вкус свежий, лёгкий и сравнительно простой.
Обычно Просекко подаётся в чистом виде, однако оно также входит в некоторые коктейли. Так, Просекко является основным ингредиентом коктейля Беллини, часто является основой популярного в области Венеция коктейля «Спритц» и может заменять шампанское в других коктейлях, таких как Мимоза. Просекко входит также в итальянский коктейль Sgroppino (с водкой и лимонным шербетом).